# Košnica pri Celju
Košnica pri Celju (pronuncia  [ˈkoːʃnitsa pɾi ˈtsɛːlju]) è un insediamento (naselje) di 603 abitanti, della municipalità di Celje nella regione della Savinjska in Slovenia.
L'area faceva tradizionalmente parte della regione storica della Stiria, ora invece è inglobata nella regione della Savinjska.

## Nome
Il nome dell'insediamento è stato cambiato da Košnica a Košnica pri Celju nel 1955.

## Fosse comuni
Sono presenti tre fosse comuni del periodo immediatamente successivo alla seconda guerra mondiale. Tutte e tre sono situate a sud della strada che porta verso Liboje, in un prato accanto al torrente Košnica (in sloveno Košniški potok). Si trovano i resti di cittadini sloveni e tedeschi di Celje che sono stati uccisi tra il maggio e luglio 1945. Le indagini si sono svolte nel mese di luglio 2010. La prima fossa comune grobisce 1, nota anche come fossa comune delle donne (grobisce Ženski grob), contiene i resti di circa 400/600 vittime, la seconda grobisce 2 contiene anche i resti di circa 400/600 vittime, mentre la terza grobisce 3 contiene tra le 600 e le 1.000 vittime.